# Moscato-Schere

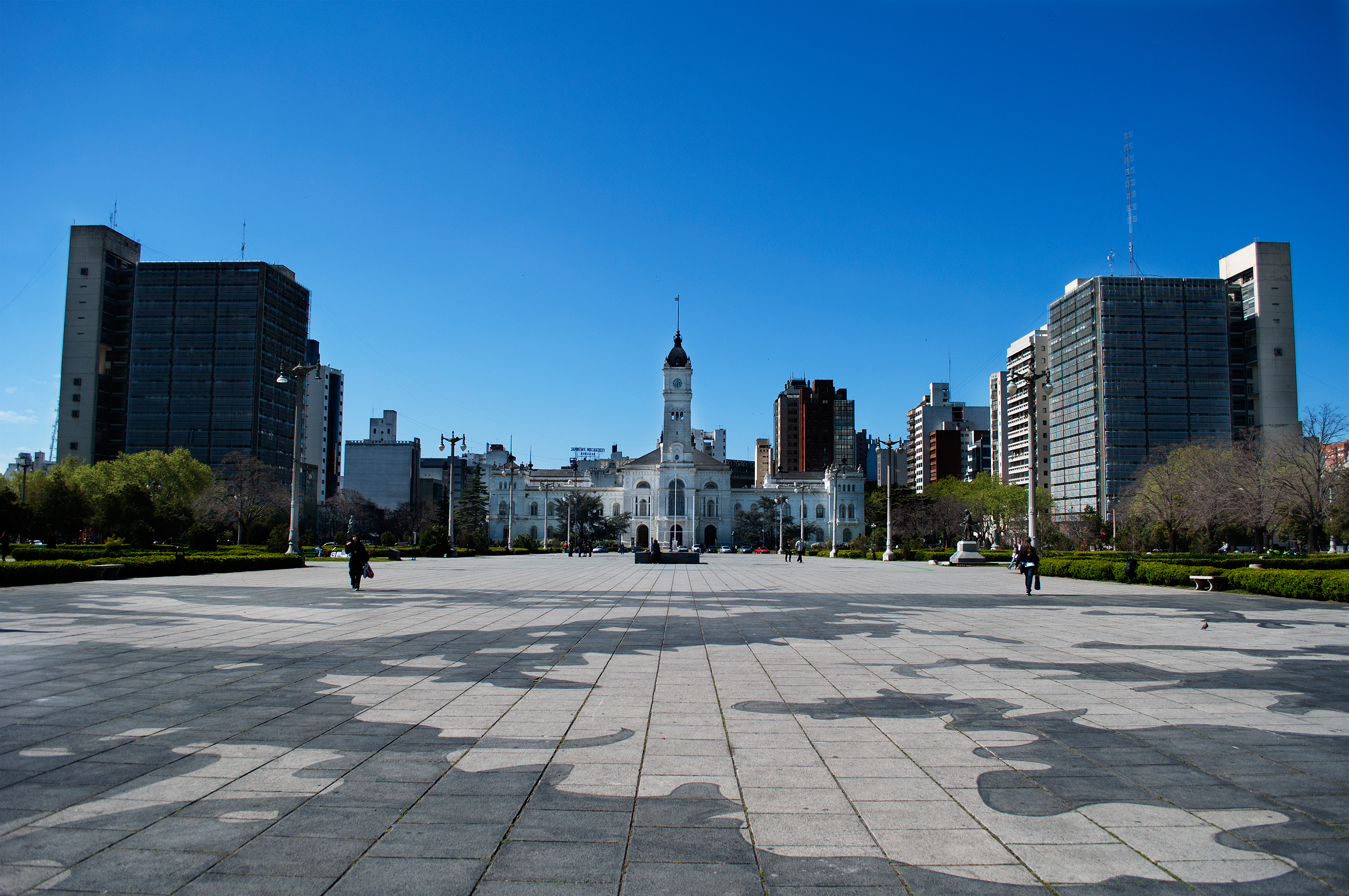
Vista actual del Palacio Municipal de La Plata y los edificios gemelos del Centro Administrativo en Plaza Moreno.

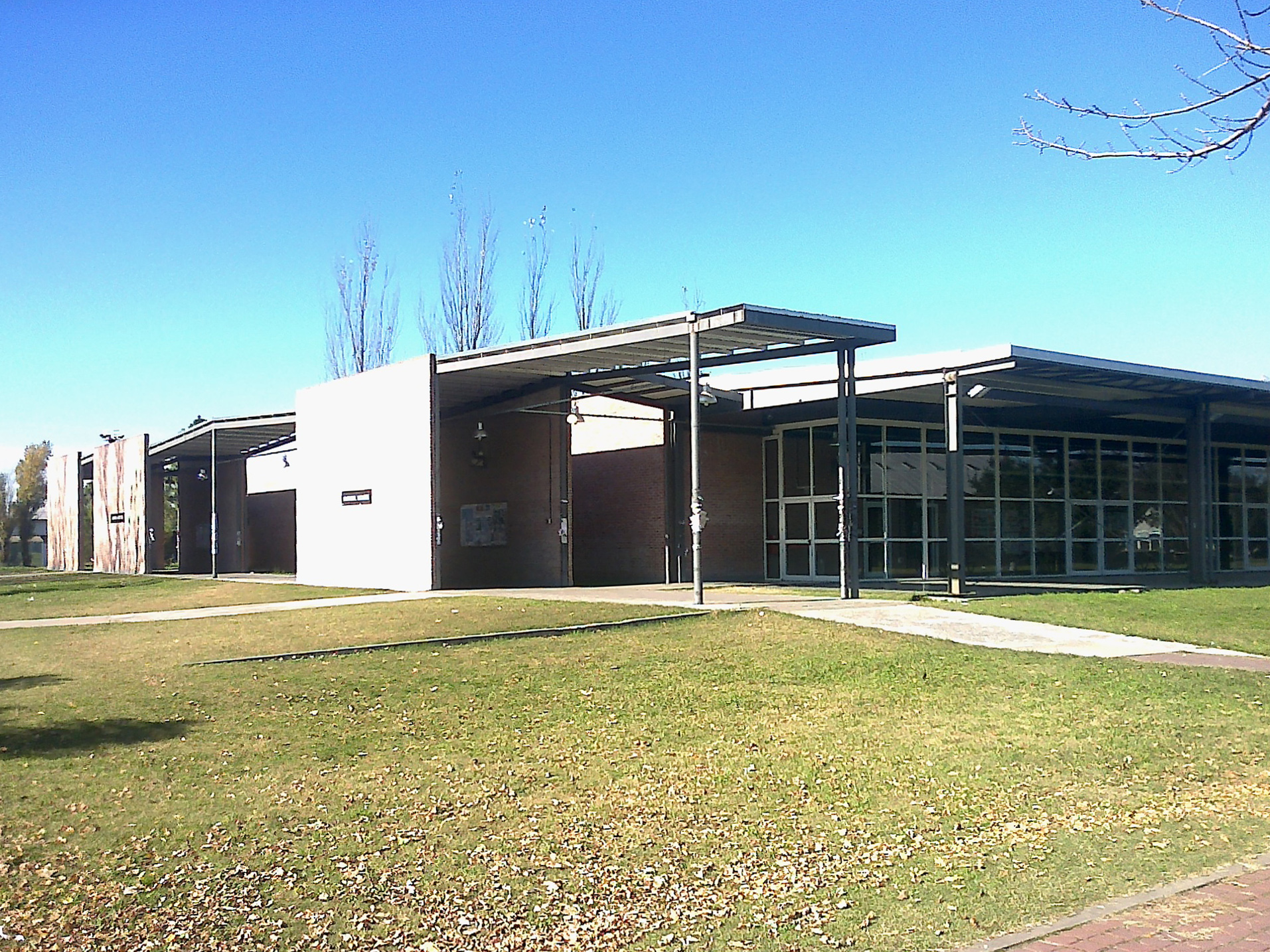
Plan Maestro para el Campus de la Universidad de Lanús.

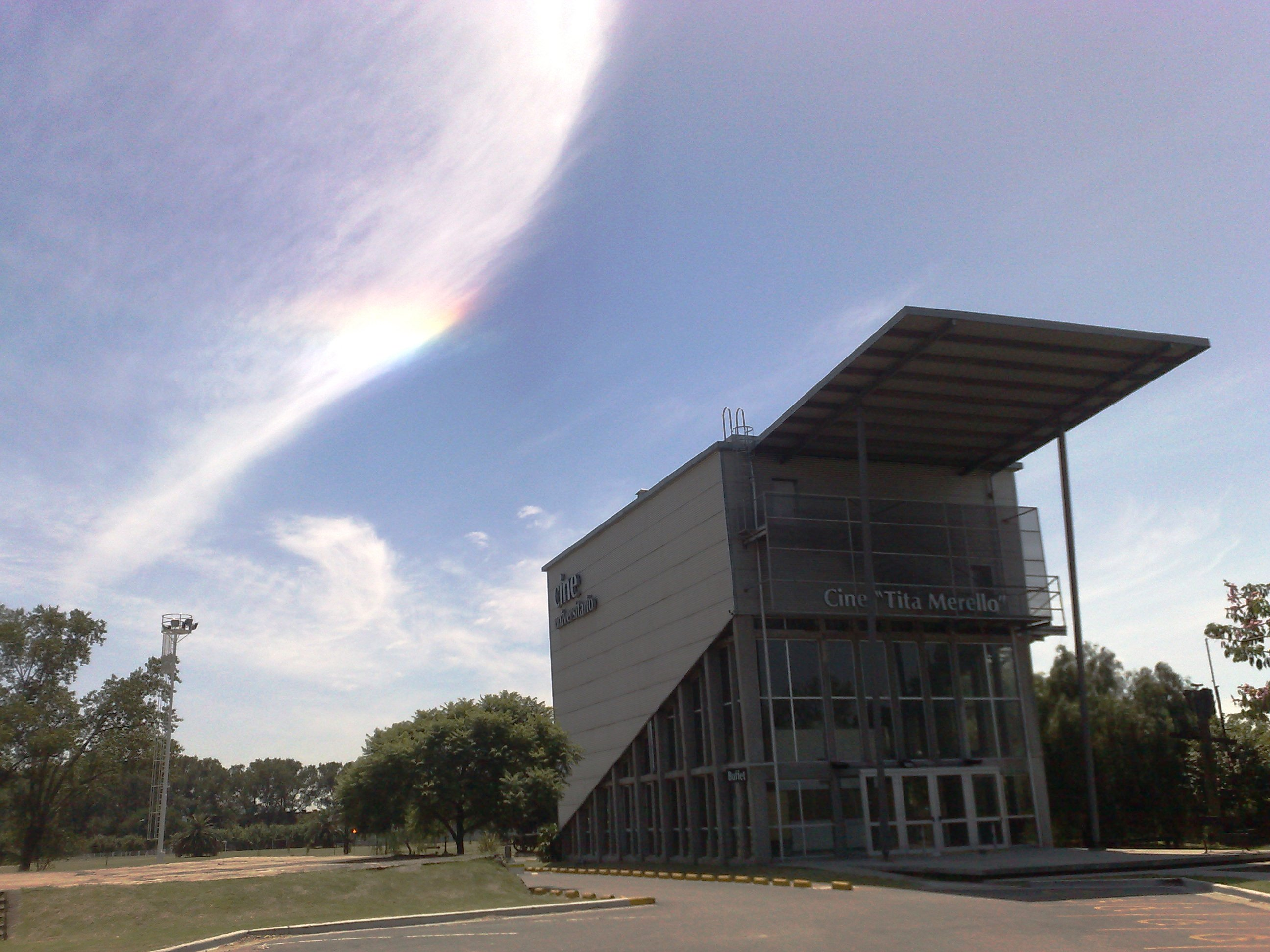
El Cine Universitario (2006), una de las obras para la Universidad de Lanús.

Moscato-Schere es un estudio de arquitectura argentino, fundado en 1969 por Jorge Moscato (1949) y Rolando Schere (1945), ambos estudiantes en la Facultad de Arquitectura y Urbanismo de la Universidad de Buenos Aires. Manteniéndose dentro de la corriente de la arquitectura moderna, se destacan entre sus obras las terminales de ómnibus de Puerto Iguazú (1970) y la de Venado Tuerto (1972), edificios de departamentos en Buenos Aires y en Pinamar, y los distintos edificios para la Universidad de Lanús y la Universidad Arturo Jauretche, muchos de ellos remodelaciones y ampliaciones, ejecutadas durante la década de 2000.

## Trayectoria
Moscato y Schere fundaron su estudio en 1969, al recibir sus títulos en Arquitectura. Desde un año atrás, eran docentes en el taller del arquitecto Eduardo Ellis en la FAU (UBA). De fuerte militancia en el peronismo, entre 1972 y 1973 ambos serían docentes de la Unidad Pedagógica 7N, hasta ser removidos por cuestiones políticas en 1974.
En sus primeros años de ejercicio profesional, Moscato y Schere trabajaron en colaboración con el consagrado estudio Antonini-Schon-Zemborain, participando en varios concursos y consiguiendo primeros premios. Algunas obras concretadas de este período son el Centro Administrativo de la Provincia de Buenos Aires (1970, terminado en 1987) y la sede central del Banco de la Provincia del Chaco en la ciudad de Resistencia (1971, terminado en 1982).
Por su cuenta, luego construirían la Terminal de Ómnibus de Puerto Iguazú (1970, terminada en 1972), que se destaca por su fachada cubierta de parasoles metálicos considerando la intensidad del sol en la zona; y la de Venado Tuerto (1972, terminada en 1980), con su techo abovedado de chapa acanalada. La Hostería del Automóvil Club Argentino en la ciudad de El Calafate (1970, terminada en 1973) se caracterizó por su forma sencilla y el uso de rocas de la zona para sus muros interiores y exteriores, dándole un aspecto regional. Del complejo de tres Torres del Sol en Pinamar (1974, terminadas en 1984) sólo llegaría a construirse una. Además de colaborar con Llauró y Urgell en la construcción de la Villa Permanente con 300 viviendas para la Represa de Yacyretá en Ituzaingó, ganaron los concursos para un Centro Cultural en Ushuaia (1975) y para la sede de EPEC en Villa Carlos Paz (1981), que tampoco llegarían a construirse.
En 1982 ganaron un conjunto de 200 viviendas en Barrio Argüello Norte, ciudad de Córdoba. En su propuesta, recuperaron el formato de manzanas cuadradas y casas sencillas con techo de tejas y una estética que referencia a la típica vivienda de la pampa argentina. Para 1986, la Secretaría de Ciencia y Técnica de la Nación elegía el proyecto de Moscato-Schere para el Instituto Tecnológico de Chascomús (INTECH), terminado hacia 1989 y ganador del Premio Anual de Arquitectura SCA-CPAU de ese año. Ese mismo año comenzaban la construcción del Montessori Greenfield College en la localidad de Lomas de San Isidro, una escuela privada diseñada como dos bloques de aulas con fachadas de ladrillo a la vista encerrando un patio central, terminada para 1994. Entre 1993 y 1997, proyectaron y construyeron la Clínica de Psicopatología “9 De Julio” en la localidad de Bernal, una ampliación pensada con formas lúdicas y coloridas.
En los últimos años, Moscato-Schere han trabajado en colaboración con el estudio “Moscato-Schere Todo Terreno”, formado por una segunda generación de arquitectos integrada por Agustín Moscato, Joaquín Moscato y Ramiro Schere. En este período reciente se destacan las obras generales para el campus de la Universidad de Lanús ejecutadas a partir de 1998, la mayoría de ellas reciclando antiguos galpones y edificios ferroviarios de principios del siglo XX en el ex taller de Remedios de Escalada: el Cine Universitario “Tita Merello”, un bloque de 600m2 construido a nuevo; el Bar Universitario “Carlos Mujica”, con su perímetro totalmente vidriado; el aulario “Leopoldo Marechal” y el “Scalabrini Ortiz”, un antiguo galpón de ladrillo con techos en dientes de sierra; los reciclajes para alojar al Rectorado y el Aula Juzgado; el edificio de Laboratorios “Ramón Carrillo”, el edificio de Epidemiología, ambos construidos a nuevo.
Además, han trabajado en la remodelación de una sede del Servicio de Salud Mental (SESAM) en el barrio porteño de Almagro (año 2008) y trabajado en la remodelación de los antiguos Laboratorios de YPF en Florencio Varela para la creación de la Universidad Arturo Jauretche (2011). Para el año 2013, además del reciclaje del edificio principal y los archivos de YPF que estaban abandonados dentro del mismo, el estudio trabajó en la recuperación del Edificio “Sheds”, un galpón industrial en el cual se instalaron aulas de clase y una biblioteca; y en la construcción del Edificio “Laboratorios”, otro reciclaje en el cual se aprovechó un pequeño galpón para la instalación de dos laboratorios de ciencias naturales.
En los años recientes, aparte de la construcción de varias casas familiares han construido el edificio de la calle Roosevelt 1910 en Buenos Aires, y el edificio Terrazas en la ciudad de Pinamar. Además, han participado del Plan 700 Escuelas, del Gobierno de la Nación. Rolando Schere ha coordinado el equipo que diseñó la remodelación de una vieja torre ferroviaria en Retiro, para la creación del nuevo Museo de Arquitectura de Buenos Aires (año 2000).
En 2012, Moscato y Schere ganaron el Premio Konex 2012 en Arquitectura por el Quinquenio 2007 - 2011.